# Bernard Le Coq
Bernard Le Coq (n. 25 septembrie 1950, Le Blanc, Centre-Val de Loire, Franța) este un actor francez.

## Biografie
S-a născut într-o familie de origine umilă: mama lui era femeie de serviciu și tatăl lui era zugrav. A debutat în cinema în 1967 și a obținut rapid un rol în 1969 în filmul Du soleil plein les yeux al lui Michel Boisrond. Primul său rol major este Jean-Paul Boursault, fiul lui Annie Girardot și fratele lui Claude Jade în Les Feux de la Chandeleur în 1972. Începând de la sfârșitul anilor 1970 s-a concentrat în principal pe filmele de televiziune. A jucat în numeroase filme și seriale de televiziune, inclusiv Une famille formidable, Les Grandes Marées, Les Steenfort, maîtres de l'orge.
În 2011 și 2013 l-a interpretat pe Jacques Chirac în două producții diferite, la cinema și la televiziune.
El a câștigat premiul César pentru cel mai bun actor într-un rol secundar în 2003 pentru rolul unui profesor ce trata tulburările de memorie ale personajului interpretat de Isabelle Carré în filmul Se souvenir des belles choses  regizat de Zabou Breitman și a fost nominalizat de alte două ori la aceeași categorie pentru interpretarea a două personaje reale: în 1992, Théodorus van Gogh, fratele lui Vincent, în filmul Van Gogh regizat de Maurice Pialat și, în 2012, Jacques Chirac în filmul La Conquête regizat de Xavier Durringer.

## Filmografie

### Filme de cinema
- 1967: Marile vacanțe (Les Grandes vacances) de Jean Girault : Jean-Christophe
- 1968: Béru et ces dames de Guy Lefranc : tânărul din hambar
- 1968: La Leçon particulière de Michel Boisrond : Jean-Pierre
- 1968: Faites donc plaisir aux amis de Francis Rigaud : Jerry
- 1969: La Honte de la famille de Richard Balducci : Jérôme Ratières
- 1969: Du soleil plein les yeux de Michel Boisrond : Bernard
- 1970: La Liberté en croupe de Édouard Molinaro : Albin Cérès
- 1971: César et Rosalie de Claude Sautet : Michel
- 1972: Le Gang des otages de Édouard Molinaro
- 1972: Les Feux de la Chandeleur de Serge Korber : Jean-Paul Boursault
- 1973: Les Granges brûlées de Jean Chapot : Paul
- 1973: Le Concierge de Jean Girault : Christophe Mérignac
- 1974: ...Comme un pot de fraises de Jean Aurel : Marc
- 1974: Mariage : Le jeune homme
- 1975: Vous ne l'emporterez pas au paradis de François Dupont-Midi : Pierre
- 1975: C'est dur pour tout le monde de Christian Gion : Laurent
- 1975: La Bulle de Raphaël Rebibo : Erwin
- 1976: Le Diable dans la boîte de Pierre Lary : Allard
- 1978: Chaussette surprise de Jean-François Davy : Raphaël
- 1979: Le Toubib de Pierre Granier-Deferre : Gérôme
- 1979: À nous deux de Claude Lelouch : fotograful
- 1980: Pile ou face de Robert Enrico : Philippe
- 1980: T'inquiète pas, ça se soigne de Eddy Matalon : Fernand Tabard
- 1980: Trois hommes à abattre de Jacques Deray : Gassowitz
- 1981: Il faut tuer Birgit Haas de Laurent Heynemann : Colonna
- 1981: Un pasota con corbata
- 1982: Tout le monde peut se tromper de Jean Couturier : inspectorul Tom Tarnopol
- 1984: Jeans Tonic de Michel Patient : Kant
- 1987: Gros Cœurs de Pierre Joassin : Jean-Noël Tavernier
- 1988: Thank you Satan de André Farwagi : preotul
- 1989: Feu sur le candidat de Agnès Delarive : comisarul Pierre Tammard
- 1991: Van Gogh de Maurice Pialat : Théo
- 1992: Amok de Joël Farges : călătorul
- 1993: Elles ne pensent qu'à ça ! de Charlotte Dubreuil : Pierre
- 1994: Les Patriotes de Éric Rochant : Billy Hayden
- 1995: Arthur de Félicie Dutertre și François Rabes
- 1995: Mon homme de Bertrand Blier : inspectorul Marvier
- 1995: C'est jamais loin de Alain Centonze : Estier
- 1996: Capitaine Conan de Bertrand Tavernier : lt. De Scève
- 1997: Jeunesse de Noël Alpi : Dorval
- 1997: Le Clone de Fabio Conversi : François
- 1997: Bouge ! de Jérôme Cornuau : Tony Sachs
- 1998: Le Nuage (La Nub) de Fernando Solanas : Eduardo
- 1998: L'École de la chair de Benoît Jacquot : Cordier
- 1998: Restons groupés de Jean-Paul Salomé : Jean-Michel
- 1999: La Taule de Alain Robak : directorul
- 2000: Un ange de Miguel Courtois : Pascal Olmetti
- 2001: Se souvenir des belles choses de Zabou Breitman : prof. Christian Licht
- 2001: Féroce de Gilles de Maistre : Cervois
- 2002: Au plus près du paradis de Tonie Marshall : Bernard
- 2002: La Fleur du mal de Claude Chabrol : Gérard Vasseur
- 2003: La Demoiselle d'honneur de Claude Chabrol : Gérard
- 2004: Pourquoi (pas) le Brésil de Laetitia Masson : Maurice Rey, producătorul
- 2004: Caché de Michael Haneke : redactorul șef
- 2004: Joyeux Noël de Christian Carion : generalul
- 2004: La Boîte noire de Richard Berry : Walcott / dr. Granger
- 2005: G.A.L. de Miguel Courtois : președintele
- 2005: L'Année suivante de Isabelle Czajka : François
- 2005: L'Occitanienne ou le dernier amour de Chateaubriand de Jean Périssé : François-René de Chateaubriand
- 2007: Vent mauvais de Stéphane Allagnon : Hopquin
- 2008: "Marié(s) ou presque" de Franck Llopis
- 2009: Rose et Noir de Gérard Jugnot : Castaing
- 2009: La Grande Vie d'Emmanuel Salinger : Mascrier
- 2009: Streamfield, les carnets noirs de Jean-Luc Miesch : Dominique Menacci
- 2011: La Conquête  de Xavier Durringer : Jacques Chirac
- 2011: Monsieur papa de Kad Merad : directorul
- 2012: Le Capital de Costa-Gavras : Antoine de Suze
- 2014: La Fabuleuse histoire de Monsieur Riquet : naratorul, Pierre-Paul Riquet
- 2017: C'est beau la vie quand on y pense de Gérard Jugnot : Marc
- 2017: Christ(off) de Pierre Dudan :
- 2017: Daddy Cool de Maxime Govare :
- 2018: Facteur Cheval de Nils Tavernier

### Scurtmetraje
- 1996: Après coup de Bertina Henrichs
- 2001: L'Assurance est un plat qui se mange froid de Daniel Jenny
- 2004: Le Premier jour de Luc De Saint-Sernin
- 2004: Alea Jacta Est ! de Daniel Jenny
- 2009: Modus vivendi de Liliane Rovère
- 2013: En Direct Sur... de Lancelot Mingau}}

### Filme de televiziune
- 1977: Photo souvenir de Edmond Séchan : Jérôme
- 1977: Le train des cabots de Michel Boisrond : Tabuteau
- 1977: Esprit de Suite de Jean Hennin : Gilles
- 1978: Le Franc-tireur de Maurice Failevic : Jacques Maréchal
- 1978: Messieurs les ronds-de-cuir de Daniel C Ceccaldi : Lahrier
- 1978: Le bord de la mer de Michel Wyn : Henri
- 1979: Lundi de Edmond Séchan : Lui
- 1979: Le Troisième Couteau de Robert Valey : Emile
- 1980: Code 41617 de Claude Vajda : Un enquêteur
- 1980: Des Vertes et des pas Mûres de Maurice Delbez : Claude
- 1981: La Chèvre d'or de Jean Dasque : Paul
- 1981: Le Serment D'Heidelberg de André Farwagi : Nicolas Blondeau
- 1985 și 1988: Julien Fontanes, magistrat (série télévisée) : Le Juge Gallie
- 1986: Comme un Poisson sans Bicyclette de Jean-Claude Charnay : Dimitri
- 1987: Opération Ypsilon de Peter Kassovitz : Victor Tokarev
- 1987: La Reine de la jungle de Peter Kassovitz : Ludovic Sanders
- 1989: Pause-café (série télévisée) : Alain Calvet
- 1991: L'héritière de Jean Sagols : Richard Belfond
- Din 1992: Une famille formidable (serial TV) : Jacques Beaumont
- 1992: Softwar de Michel Lang : Bernard Leforestier
- 1993: Les Grandes Marées de Jean Sagols : François Chevalier
- 1993: Le Galopin de Serge Korber : Victor Dupuis
- 1994: Vengeances de Miguel Courtois : Vincent Pelissier
- 1995: Folle de moi de Pierre Joassin : François Guérin
- 1995: Les hommes et les femmes sont faits pour vivre heureux... mais pas ensemble de Philippe de Broca : Alfred
- 1996: 17 ans et des poussières de Joël Santoni
- 1996: Berjac de Jean-Michel Ribes : Berjac
- 1997: La Cité des Alouettes de Luc Béraud : Marc
- 1997: Mauvaises affaires de Jean-Louis Bertuccelli : Philippe Moreau
- 1997: La Bastide blanche de Miguel Courtois : Jean Roumisse
- 1999: Les Steenfort, maîtres de l'orge de Jean-Daniel Verhaeghe : Adrien Steenfort
- 2000: La Canne de mon Père de Jacques Renard : Charles Bertoux
- 2000: Mémoires en fuite de François Marthouret : Frédéric Lemoyne
- 2001: Nana de Édouard Molinaro : Paul Muffat
- 2001: Un couple modèle de Charlotte Brandström : Romain
- 2002: Y a pas d’âge pour s’aimer de Thierry Chabert : Roland
- 2002: Une Ferrari pour deux de Charlotte Brandström : André Herbault
- 2002: Romance sans paroles de Jean-Daniel Verhaeghe : Emmanuel
- 2003: Les Enfants du miracle de Sébastien Grall : Antoine Daumier
- 2003: Un fils de Fabrice Cazeneuve : le père
- 2003: Une Villa pour deux de Charlotte Brandström : Daniel Tessard
- 2004: L'Abbaye du revoir de Jérôme Anger : Jean-Pierre Descombes / Frère Bernard
- 2004: La Fuite de Monsieur Monde de Claude Goretta : Lionel Monde
- 2004: Vous êtes libre ? de Pierre Joassin : Fabien
- 2004: Les Femmes d'abord de Peter Kassovitz : Adam
- 2005: S.A.C., des hommes dans l'ombre de Thomas Vincent : Ferrand
- 2006: Vive la bombe ! de Jean-Pierre Sinapi : Antoine
- 2006: Le Ciel sur la tête de Régis Musset : Guy
- 2006: Le Clan Pasquier de Jean-Daniel Verhaeghe : Ram Pasquier
- 2006: Commissaire Cordier : Témoin à abattre : Daniel Morin
- 2006: Kaamelott : Le terroriste : Fearmac
- 2007: Qui va à la chasse... de Olivier Laubacher : Daniel Valmer
- 2007: L'Affaire Ben Barka de Jean-Pierre Sinapi : Papon
- 2007: Pas tout de suite... de Marianne Lamour : Benjamin Didot
- 2007: Clara Sheller de Alain Berliner : Le père de Gilles
- 2008: Où es-tu ? de Miguel Courtois : Le prêtre
- 2008: L'Affaire Bruay-en-Artois de Charlotte Brandström : Maître Jean-Noël Ferrer
- 2008: Désobéir de Joël Santoni : Aristides de Sousa Mendes
- 2009: Myster Mocky présente : Sauvetage de Jean-Pierre Mocky
- 2009: Facteur chance de Julien Seri : Gilbert
- 2009: Aveugle, mais pas trop de Charlotte Brandström : Vincent
- 2010: Une cible dans le dos de Bernard Uzan : Christian
- 2010: Comment va la douleur ? de François Marthouret : Manuel
- 2011: Une vie française de Jean-Pierre Sinapi : Jean Villandreux
- 2011: Le Temps du silence de Franck Apprederis : Manuel en 1992
- 2011: V comme Vian de Philippe Le Guay : Raymond Queneau
- 2011: Isabelle disparue de Bernard Stora : Louis Ponton de Barsac
- 2011: I love Périgord de Charles Nemès : Adémar
- 2012: Le Bonheur des Dupré de Bruno Chiche : Bruno
- 2012: Mes deux amours de Régis Musset : Hadrien Darcourt
- 2012: Frère et sœur de Denis Malleval : Bruno Cellini
- 2013: La Dernière Campagne de Bernard Stora : Jacques Chirac
- 2013: Le Goût du partage de Sandrine Cohen : Victor
- 2014: Rouge Sang de Xavier Durringer : César Istria
- 2015: Au revoir... et à bientôt ! de Miguel Courtois : Henri Duvallois
- 2016: Frères à demi de Stéphane Clavier : Stan Vidal
- 2016: Innocente de Lionel Bailliu : François Ortiz
- 2017: Le Bureau des légendes d'Éric Rochant : Général Debailly

## Spectacole teatrale
- 1976 : Une aspirine pour deux de Woody Allen, regizat de Francis Perrin, Théâtre du Gymnase
- 1977 : Mercredi trois quarts d'Helvio Soto, regizat de Maurice Garrel, Petit Odéon
- 1980 : À la renverse de Michel Vinaver, regizat de Jacques Lassalle, Théâtre national de Chaillot, Théâtre Jean Vilar Vitry-sur-Seine
- 1982 : L'Étrangleur s'excite de Éric Naggar, regizat de Jean Rochefort, Théâtre Hébertot
- 1982 : Trois fois rien de Catherine Allégret și Eliane Borras, regizat de Henri Helman, Petit Montparnasse
- 2003 : La Guerre des deux Rose de Lee Blessing, regizat de Daniel Delprat, Théâtre Rive Gauche

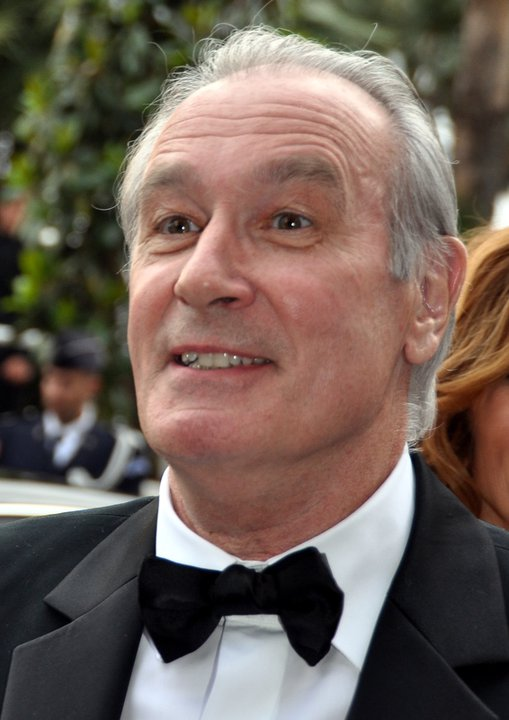
Bernard Le Coq la Festivalul Internațional de Film de la Cannes din 2011.

## Dublaj de voce
- 1982 : Enigma: Alex Holbeck (Martin Sheen)

## Distincții

### Premii
- Festivalul de ficțiune TV de la Saint-Tropez 2000=: cel mai bun actor comic pentru Mémoires en fuite
- Premiile César 2003=: César pentru cel mai bun actor într-un rol secundar pentru Se souvenir des belles choses
- Festivalul de ficțiune TV de la Saint-Tropez 2004=: cea mai bună interpretare masculină pentru La Fuite de Monsieur Monde
- Festivalul de ficțiune TV din La Rochelle 2008=: cea mai bună interpretare masculină pentru L'Affaire Bruay-en-Artois
- FIPA d'or 2013 pentru interpretare masculină pentru La Dernière campagne

### Nominalizări
- Premiile César 1992=: nominalizat la César pentru cel mai bun actor într-un rol secundar pentru Van Gogh
- Premiile César 2012=: nominalizare la César pentru cel mai bun actor într-un rol secundar pentru La Conquête